# Marco Onofrio
Marco Onofrio (né le 11 février 1971  à Rome) est un écrivain italien, poète et romancier, essayiste et critique littéraire.

## Biographie
Marco Onofrio est diplômé cum laude en littérature italienne contemporaine à l'université de Rome « La Sapienza ». Sa thèse de doctorat sur le poète Dino Campana, soutenue en 1995, a reçu le Prix européen Eugenio Montale[réf. nécessaire] en 1996.
Son travail porte principalement sur la littérature italienne contemporaine, avec un accent particulier sur les écrivains du XXe siècle. Il a étudié en particulier la relation des écrivains italiens et étrangers avec la ville de Rome, et l'impact dans leur travail de Rome. Il mène également des activités de critique militante visant à la découverte et à la promotion de nouvelles propositions de rédaction.
Il a publié plusieurs volumes de poésie et de fiction, écrit des dizaines de préfaces et des centaines d'articles[réf. nécessaire] dans divers journaux italiens, "Il Messaggero", "Il Tempo", "Lazio Ieri e Oggi", "Studium", "Nuova Antologia", "La Voce Romana", "L'Immaginazione", "Orlando".

## Publications
Volumes d'essais et critique littéraire
- Guido De Carolis. Pittura Luce Energia (2007 ;  (ISBN 978-88-87485-54-7)).
- Ungaretti e Roma (2008 ;  (ISBN 978-88-87485-77-6)).
- Dentro del cielo stellare. La poesia orfica di Dino Campana (2010 ;  (ISBN 978-88-96517-25-3))[2].
- Nello specchio del racconto. L’opera narrativa di Antonio Debenedetti (2010 ;  (ISBN 978-88-96517-46-8)) [3] , [4] ;.
- Non possiamo non dirci romani. La Città Eterna nello sguardo di chi l’ha vista, vissuta e scritta (2013 ;  (ISBN 978-88-98135-23-3))[5].
- Come dentro un sogno. La narrativa di Dante Maffìa tra realtà e surrealismo mediterraneo (2014 ;  (ISBN 978-88-7351-764-1))[6].
- Giorgio Caproni e Roma (2015 ;  (ISBN 978-88-98135-48-6))[7].
- Il graffio della piuma. Poetesse italiane fuori dal coro - 2006-2016 (2017;  (ISBN 978-88-98135-69-1))
- Roma vince sempre. Scrittori Personaggi Storie Atmosfere (2018 ;  (ISBN 978-88-98135-80-6))
- I Castelli Romani nella penna degli scrittori (2018;  (ISBN 978-88-96517-81-9))

Romans, récits, théâtre
- Interno cielo (1993) (roman)
- Eccedenze (1999) (récits)
- La dominante (2003) (théâtre)
- La lampada interiore (2005 ;  (ISBN 978-88-6881-001-6)) (récits)
- Senza cuore (2012 ;  (ISBN 978-88-96517-97-0)) (roman)[8]
- La scuola degli idioti (2013;  (ISBN 978-88-6881-001-6) (récits) [9]
- Diario di un padre innamorato (2016 ;  (ISBN 978-88-311-2869-8)) (roman)
- Energie (2016 ;  (ISBN 978-88-98135-28-8)) (récits)

Poésie
- Squarci d’eliso (2002)
- Autologia (2005)
- D’istruzioni (2006 ; (ISBN 978-88-8124-612-0))
- Antebe. Romanzo d’amore in versi (2007 ;  (ISBN 978-88-6004-102-9)
- È giorno (2007 ;  (ISBN 978-88-87485-63-9))
- Emporium. Poemetto di civile indignazione (2008 ; (ISBN 978-88-87485-74-5))[10] , [11]
- La presenza di Giano (2010 ;  (ISBN 978-88-96517-39-0))
- Disfunzioni (2011 ;  (ISBN 978-88-97139-09-6))
- Ora è altrove (2013 ;  (ISBN 978-88-7537-181-4))
- Ai bordi di un quadrato senza lati (2015 ;  (ISBN 978-88-98243-22-8))[12].
- La nostalgia dell’infinito. Antologia poetica con inediti 2001-2016 (2016 ;  (ISBN 978-88-6881-103-7))[13],[14] ;
  - Collectif (Anthologie, Giorgio Linguaglossa, redaction), Il rumore delle parole. 28 Poeti del Sud, Edilet, 2015  (ISBN 978-88-98135-36-3).
  - Les rêves du souvenir / I sogni del ricordo (2022) traduzion Auriane Sturbois, RAZ éditions (France)  (ISBN 978-2-37517-035-9)

## Récompenses et distinctions.
- 2009 : Prix Carver pour "Ungaretti e Roma"
- 2011 : Prix international de poésie «Roberto Farina» pour "Emporium. Poemetto di civile indignazione"[15],[16].
- 2012 : Prix international Don Luigi Di Liegro pour le poème "Mito" [17].
- 2013 : Prix Pannunzio, (3e prix ex-aequo), pour "Nello specchio del racconto. L'opera narrativa di Antonio Debenedetti" [18]
- 2013 : Prix de la ville de Turin, catégorie poésie, pour "Ora è altrove" [19].
- 2013 : Mention d'honneur (Prix de la critique) du prix international de la ville de Sassari pour "Ora è altrove" [20].
- 2016 : Prix Simpatia, catégorie littérature et journalisme[21].